# Ryūgū Dōketsu
Die Ryūgū Dōketsu (jap. 竜宮洞穴, dt. „Drachenpalasthöhle“) ist eine natürliche Lava- und Eishöhle am nördlichen Fuß des Fuji in der Präfektur Yamanashi in Japan.
Die Höhle ist paukenförmig, um die 96 m tief und der Eingang liegt etwas versteckt im Aokigahara-Wald. Ihre Innenwände sind permanent vereist, die Temperaturen im Inneren betragen ganzjährig lediglich zwischen −2 °C und +3 °C, im Eingangsbereich um die +11 °C. Die Drachenpalasthöhle beherbergt seltene Spinnenarten, die an den Permafrost angepasst sind.
In der großen einzelnen Kammer befindet sich ein Heiligtum in Form eines Shintō-Schreins, der Senoumi-Schrein (セノ海神社 Senoumi yashiro). Er ist der Göttin Toyotama-hime no Mikoto geweiht, diese ist eine der Töchter des Kami Watatsumi. Das Heiligtum ist seit langer Zeit ein lokaler Wallfahrtsort, jedes Jahr zum 2. August finden Pilgerfahrten dorthin statt. Es ist eine Sage um die Höhle überliefert, wonach ein Drachengott (Ryūjin, teilweise mit Watatsumi gleichgesetzt) in ihr wohnte und dass in Zeiten der Trockenheit die ansässigen Bauern diesen um Regen baten. Die Höhle selbst ist seit 1929 ein geschütztes Naturdenkmal, das Betreten ist für die Öffentlichkeit wegen der religiösen Bedeutung und aufgrund von Einsturzgefahr für gewöhnlich untersagt.